# Текстура хлібної кірки
Текстура хлібної кірки — текстура гірських порід характерна для кірки вулканічних бомб. 
Нагадує розтріскану кірку хліба.

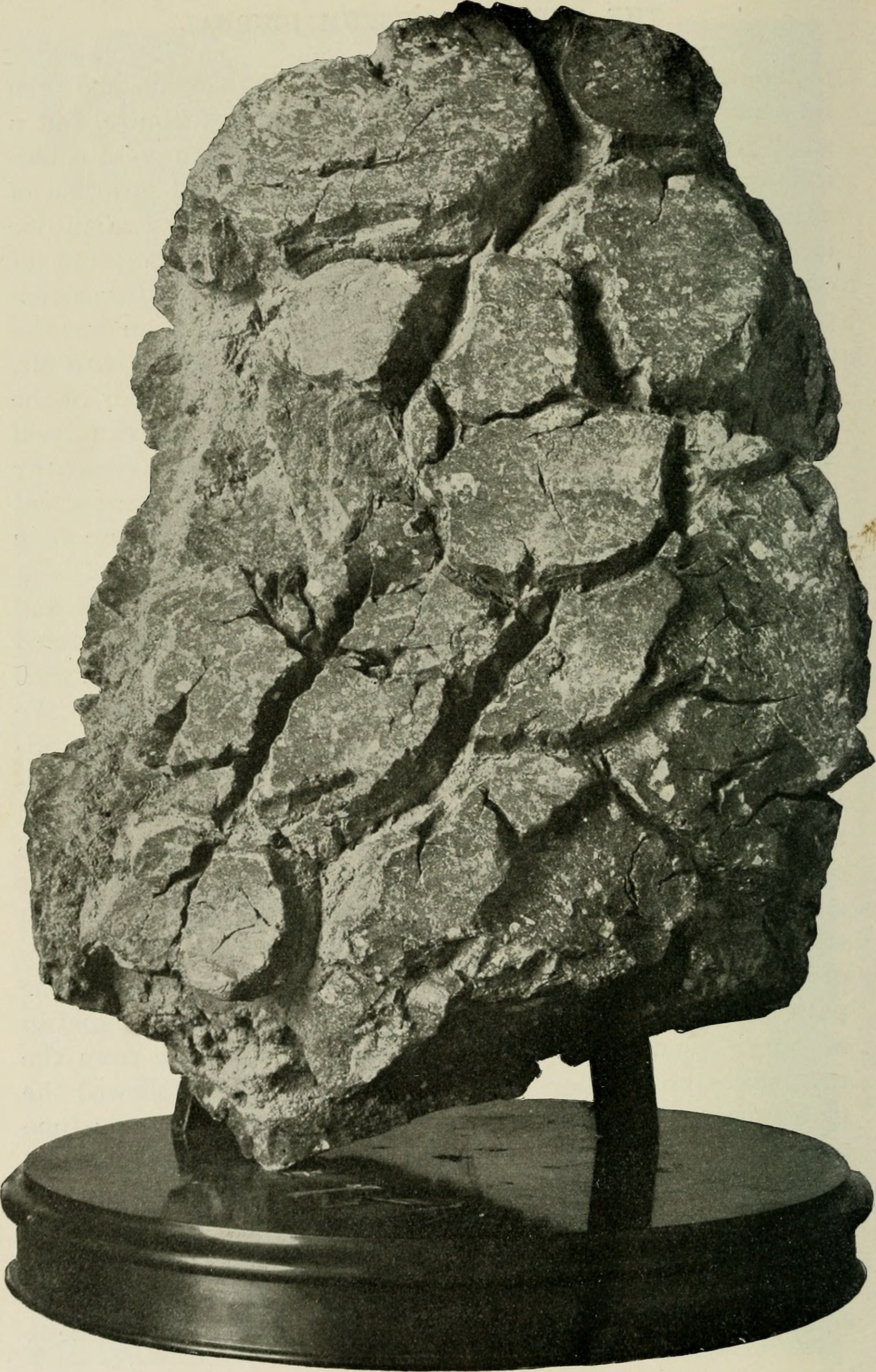
вулканічна бомба 1
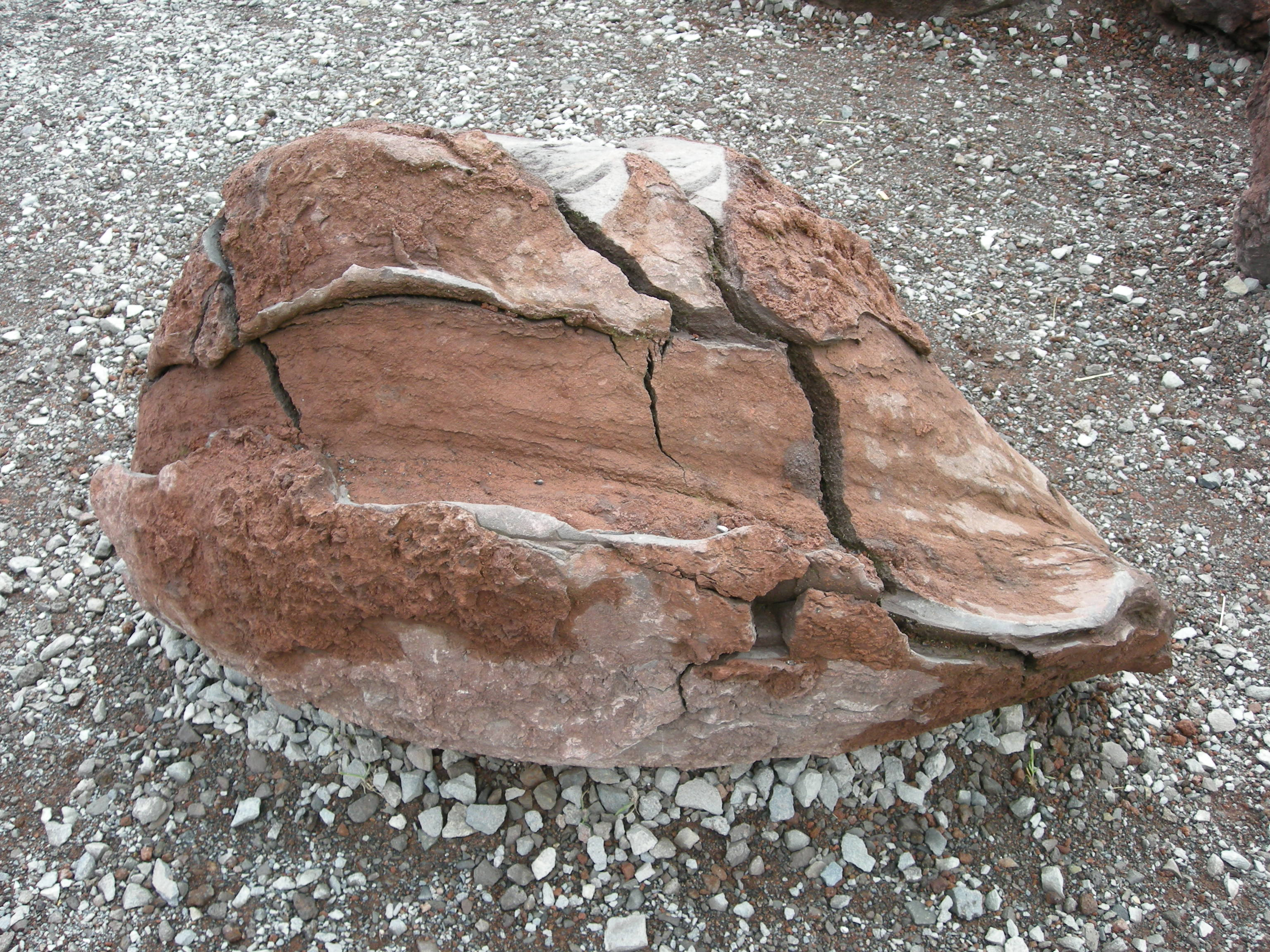
вулканічна бомба 2
вулканічна бомба 3